# Nacionalidad eslovena

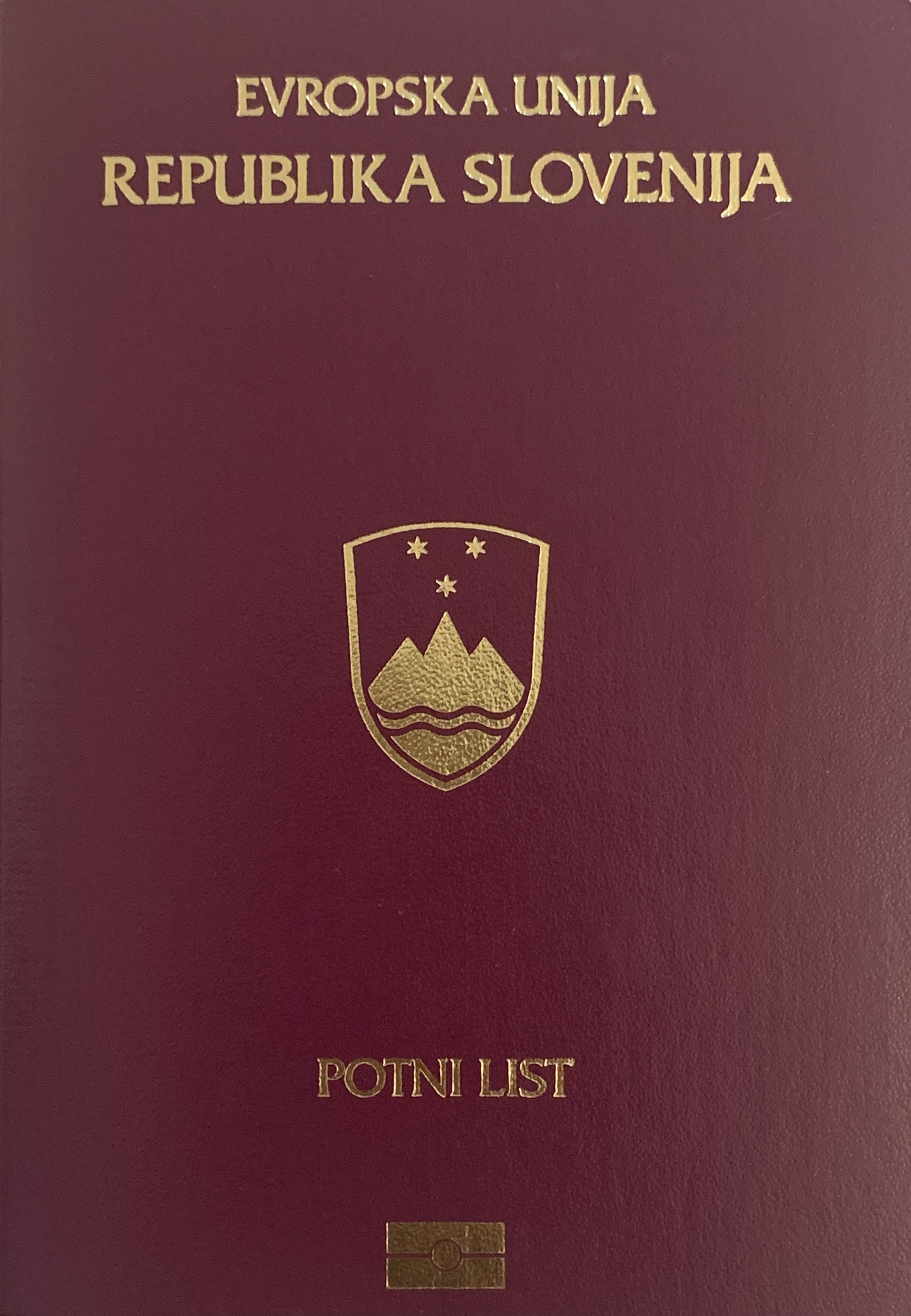
Pasaporte biométrico esloveno

La nacionalidad o ciudadanía eslovena es el vínculo jurídico que liga a una persona física con la República de Eslovenia y que le atribuye la condición de ciudadano. La ley de esta nacionalidad se basa en el concepto jurídico de ius sanguinis (derecho de sangre). Todos los ciudadanos eslovenos son automáticamente ciudadanos de la Unión Europea.

## Disposiciones transitorias tras la independencia
Antes de la independencia en 1991, los eslovenos eran ciudadanos de Yugoslavia. Sin embargo, dentro de Yugoslavia existía una «ciudadanía interna de la República de Eslovenia», y tras la independencia, cualquier ciudadano yugoslavo que poseía dicha ciudadanía interna, se convirtió automáticamente en ciudadano esloveno.
Se permitió a otros antiguos ciudadanos yugoslavos adquirir la ciudadanía eslovena en virtud de las siguientes disposiciones transitorias:
- Un ciudadano yugoslavo conectado con otra república que residía en Eslovenia el 23 de diciembre de 1990 y permaneció residiendo en Eslovenia hasta la entrada en vigor de la ley de nacionalidad eslovena, junto con sus hijos menores de 18 años.
- Una persona de entre 18 y 23 años que nació en Eslovenia, con padres que originalmente tenían la ciudadanía eslovena interna dentro de Yugoslavia, pero que cambiaron a la ciudadanía de otra república yugoslava.

## Adquisición

### Por nacimiento en Eslovenia
Se otorga la nacionalidad eslovena al niño que nació o fue encontrado en territorio de la República de Eslovenia, cuyos padres son desconocidos, de nacionalidad desconocida o apátridas. A petición de los padres, la ciudadanía del niño cesará si se descubre antes de que cumpla los 18 años que es hijo de ciudadanos extranjeros.

### Por ascendencia
Es ciudadano esloveno por origen:
1. El niño nacido de ambos padres ciudadanos eslovenos, independientemente del lugar de nacimiento.
2. El niño nacido en Eslovenia de solo un ciudadano esloveno.
3. El niño nacido en el extranjero de un padre esloveno y otro desconocido, de nacionalidad desconocida o apátrida.
4. El niño nacido fuera de Eslovenia de un padre esloveno y otro extranjero, bajo la condición de ser registrado como ciudadano esloveno antes de cumplir los 18 años por el padre que es ciudadano de la República de Eslovenia.[nota 1][nota 2][nota 3] Si no fue registrado antes de esa edad, todavía puede adquirir la ciudadanía de las siguientes formas:

- Regresando a Eslovenia antes de los 18 años junto con el progenitor que es ciudadano esloveno y obtener la residencia permanente; o
- A través de una solicitud de registro como ciudadano esloveno antes de cumplir los 36 años.

### Por adopción
Las disposiciones para la adquisición de la ciudadanía eslovena por origen, también son válidas para extranjeros adoptados, con la condición de que al menos uno de los padres adoptivos tenga la ciudadanía eslovena, y si la relación entre el adoptado y los padres adoptivos se obtuvo con dicha adopción bajo las leyes vigentes del país del cual el adoptado es ciudadano, como la relación entre padres e hijos (adopción completa).

### Por naturalización
Un individuo puede adquirir la ciudadanía eslovena por naturalización si cumple con las siguientes condiciones:
1. Tener al menos 18 años de edad.
2. Renunciar a la ciudadanía extranjera (o tener pruebas de que se perderá automáticamente).[nota 4]
3. Haber residido un total de diez años en Eslovenia, incluidos cinco años de residencia continua antes de la solicitud.
4. Tener una residencia garantizada y una fuente de ingresos permanente garantizada de una cantidad que permita el bienestar material y social.
5. Demostrar dominio del idioma esloveno en un examen oral y escrito.
6. No haber sido condenado en Eslovenia o en el país del cual era ciudadano a una pena de prisión de más de un año, ni haber sido procesado por un delito punible según las leyes de su país de origen o las de la República de Eslovenia.[nota 5][nota 6]
7. No tener prohibida la residencia en Eslovenia.
8. No representar una amenaza para el orden público o la seguridad y defensa del Estado.
9. Cumplir con las obligaciones tributarias.

Existen excepciones a los requisitos de naturalización para los siguientes casos:
- Los que han emigrado de Eslovenia (y sus descendientes hasta la segunda generación en línea directa), pueden naturalizarse después de un año de residencia en el país si cumplen con las condiciones de naturalización 1, 4, 5, 6, 7 y 8. No se requiere la renuncia de la ciudadanía extranjera bajo esta concesión.
- Una persona que esté casada con un ciudadano esloveno durante al menos dos años, puede naturalizarse después de un año de residencia en Eslovenia si cumple con las condiciones de naturalización 1, 2, 4, 5, 6, 7 y 8.[nota 7]
- Una persona mayor de 18 años puede obtener la ciudadanía eslovena por naturalización si esto beneficia a Eslovenia por razones científicas, económicas, culturales, nacionales o similares, incluso si no cumple con los demás criterios de naturalización (del 2 al 9).[nota 8]
- Una persona de origen esloveno hasta la segunda generación en línea directa, mayor de 18 años, puede presentar una solicitud para la adquisición de la nacionalidad en virtud de una naturalización excepcional por motivos nacionales, incluso si no cumple con ciertos requisitos de naturalización. La solicitud de ciudadanía se puede presentar ante una misión diplomática eslovena en el extranjero o ante un representante autorizado de la República de Eslovenia.[nota 9] En este caso, el solicitante debe demostrar su vínculo activo y personal con la República de Eslovenia (de varios años) y su participación activa durante al menos cinco años en asociaciones eslovenas, escuelas de lengua eslovena, organizaciones de expatriados o minorías nacionales. La Oficina del Gobierno de la República de Eslovenia para los eslovenos en el extranjero, que es la autoridad competente para evaluar la existencia de razones nacionales en términos concretos, da una opinión positiva en los casos en los que el solicitante es una persona de origen esloveno y cuando esta ha demostrado la existencia de sus lazos activos con la República de Eslovenia.[3]

Los niños menores de 18 años, normalmente pueden naturalizarse junto con sus padres si residen en Eslovenia. Si son mayores de 14 años, su consentimiento también es necesario para adquirir la ciudadanía.
La ciudadanía también se puede otorgar al niño que no tiene padres o cuyos padres han perdido sus derechos parentales o su capacidad funcional y que ha vivido en Eslovenia desde su nacimiento, a petición de su tutor que es ciudadano esloveno y vive con el niño, siempre que se haya obtenido el consentimiento de la autoridad comunitaria competente para el bienestar social si la adquisición de la ciudadanía representa un beneficio para el niño.
En el caso de la adopción donde no exista una relación entre el padre adoptivo y el adoptado como entre padres e hijos, un adoptado puede adquirir la ciudadanía eslovena a través de la solicitud de su(s) padre(s) adoptivo(s), ciudadano(s) esloveno(s), con la condición de que el niño no sea mayor de ocho años y que viva permanentemente con su(s) padre(s) adoptivo(s) en la República de Eslovenia.
El organismo que emitió un decreto sobre la adquisición de la ciudadanía a través de la naturalización, también puede invalidar dicho decreto dentro de los tres días posteriores a su entrega al peticionario si en ese período se descubre que la naturalización se logró mediante declaraciones falsas o mediante el ocultamiento deliberado de hechos o circunstancias esenciales que podrían haber influido en la decisión. El decreto también se invalida si la persona adquiere la ciudadanía eslovena por la garantía del Estado extranjero de que se perderá la ciudadanía extranjera si la esta se convierte en ciudadana de la República de Eslovenia, siempre que dentro de un período determinado en el decreto sobre la adquisición de la ciudadanía, la persona no presenta la evidencia del cese de su ciudadanía anterior. Dicho decreto no puede ser invalidado en el caso de que una persona que haya adquirido la ciudadanía eslovena se quede sin ninguna ciudadanía. En caso de que se invalide el decreto sobre la naturalización de los padres, también se puede invalidar el decreto sobre la naturalización de sus hijos menores de 18 años si los niños adquirieron la nacionalidad eslovena mediante la naturalización de sus padres.

## Pérdida de la ciudadanía
La ciudadanía eslovena puede perderse por liberación, renuncia, privación o por acuerdo internacional.

### Por liberación
Una persona puede presentar una solicitud de liberación de la ciudadanía eslovena si cumple con las siguientes condiciones:
1. Tener al menos 18 años de edad.
2. Vivir en el extranjero.
3. Que no existan impedimentos para liberarse de la ciudadanía por razones de reclutamiento militar.
4. Que todas las deudas y otras obligaciones legales se hayan liquidado.
5. Haber cumplido las obligaciones financieras que pueda tener con su cónyuge, padres e hijos que permanecen viviendo en Eslovenia.
6. Que no exista un procesamiento penal contra el solicitante en Eslovenia, y que cualquier sentencia posible se haya cumplido antes de la petición.
7. Poder probar o tener pruebas de que se le otorgará una ciudadanía extranjera.

La autoridad competente puede rechazar la solicitud a pesar de que se cumplan las condiciones si esto se considera necesario por:
- Razones de seguridad o defensa del Estado;
- Razones de reciprocidad;
- Otras razones relacionadas con una relación con un Estado extranjero; o
- Si así lo requieren los intereses económicos, sociales y nacionales del Estado.

Se puede emitir una garantía de liberación a una persona que ha solicitado la terminación de la ciudadanía eslovena por esta vía, aunque no se hayan cumplido las condiciones 2 y 7 mencionadas anteriormente. Si la persona no presenta pruebas en el período de dos años después de que se entregó dicha garantía, de que realmente se mudó de la República de Eslovenia y que ya ha adquirido o está por adquirir la ciudadanía extranjera, se considerará que la persona ha retirado su petición.
La autoridad que decide sobre la liberación de la ciudadanía eslovena también puede cancelar el decreto de liberación si así lo requiere el peticionario y si dicha persona no adquirió la ciudadanía extranjera dentro de un año después de la recepción del decreto.
La ciudadanía eslovena de un niño menor de 18 años cesará a solicitud de ambos padres cuya ciudadanía haya sido retirada por liberación, o por solo uno de ellos cuando el otro padre no sea ciudadano esloveno. La ciudadanía de un niño cuyos padres están separados, también puede terminarse, a petición del padre con quien el niño reside o fue asignado para su cuidado y educación, y que también ha solicitado la liberación de la ciudadanía, o si el padre con quien reside el niño es extranjero. En ambos casos se requiere el consentimiento del otro padre.
En caso de adopción completa, la ciudadanía eslovena de un adoptado menor de 18 años puede terminarse por liberación si así lo requiere el padre adoptivo que es extranjero o que solicitó la terminación de su ciudadanía por liberación, si se cumplen todas las condiciones del párrafo anterior.

### Por renuncia
Un ciudadano esloveno mayor de edad, nacido y residente en el exterior, que también posea ciudadanía extranjera, puede renunciar a la nacionalidad eslovena hasta la edad de 25 años. Para los menores de edad, la renuncia se basa en los mismos criterios de los últimos dos párrafos de la sección anterior.

### Por privación
Un nacional esloveno que resida en un país extranjero y posea ciudadanía extranjera, puede ser privado de su ciudadanía eslovena si se comprueba que sus actividades son contrarias a los intereses internacionales y de otro tipo de la República de Eslovenia, como por ejemplo:
- Cuando la persona es miembro de alguna organización dedicada a las actividades para derrocar el orden constitucional de la República de Eslovenia;
- Es miembro de un servicio de inteligencia extranjero y, como tal, pone en peligro los intereses de la República de Eslovenia o si perjudica dichos intereses al servir bajo cualquier autoridad gubernamental u organización de un Estado extranjero;
- Es un perpetrador persistente de delitos penales procesados ex officio y de delitos contra el orden público; o
- Se niega a cumplir con el deber del ciudadano de la República de Eslovenia prescrito por la Constitución y la ley.

#### Izbrisani
La privación involuntaria de la ciudadanía ocurrió cuando Eslovenia se independizó de Yugoslavia. En la Yugoslavia comunista, los ciudadanos de cualquier república constituyente podían moverse libremente y vivir dentro de las demás como «residentes permanentes», un estado que les otorgó la mayoría de los derechos de ciudadanía, pero que también les permitió mantener la ciudadanía de su república de origen. Después de la independencia de Eslovenia, hubo un período de seis meses en el que estos residentes permanentes pudieron solicitar la ciudadanía eslovena. En el agitado nuevo país, miles de personas no presentaron sus solicitudes, o estas fueron rechazadas cuando lo intentaron. Luego, el 26 de febrero de 1992, aquellos que no habían presentado la solicitud fueron eliminados del registro de residentes permanentes. Como consecuencia, estas personas quedaron apátridas. Se los conoce como «los borrados» (en esloveno: Izbrisani), y son principalmente personas de las otras antiguas repúblicas yugoslavas que estaban viviendo en Eslovenia. En su mayoría son de etnia no eslovena o mixta, e incluyen un número significativo de miembros de la comunidad gitana. Algunos de estos «borrados» fueron oficiales del Ejército Popular Yugoslavo que no solicitaron o se les negó la ciudadanía eslovena, a menudo con el argumento de que participaron en la guerra contra Eslovenia o que de otra manera fueron considerados desleales hacia dicho país. 

## Doble nacionalidad
La doble ciudadanía está restringida, pero no prohibida en Eslovenia. Por ejemplo, los que adquirieron la nacionalidad eslovena por ser descendientes de eslovenos, pueden poseer doble ciudadanía. A los eslovenos por naturalización, generalmente se les exige que renuncien a su nacionalidad previa al adquirir la eslovena. Eslovenia no prohíbe (en la mayoría de los casos) a sus ciudadanos nativos poseer otra ciudadanía, aunque en ciertas circunstancias, estos pueden ser legalmente privados de su ciudadanía eslovena si tienen una nacionalidad extranjera. Algunos países no permiten la doble ciudadanía. Por ejemplo, si una persona adquirió las nacionalidades eslovena y japonesa por nacimiento, debe declarar ante el Ministerio de Justicia japonés, antes de cumplir los 22 años, qué ciudadanía desea conservar.

## Ciudadanía de la Unión Europea
Debido a que Eslovenia forma parte de la Unión Europea (UE), los ciudadanos eslovenos también son ciudadanos de la misma según el derecho comunitario y, por lo tanto, gozan del derecho a la libre circulación y de la posibilidad de votar en las elecciones al Parlamento Europeo. Cuando se encuentren en un país extracomunitario, en el cual no exista ninguna embajada eslovena, tienen derecho a obtener la protección consular de la embajada de cualquier otro Estado miembro de la UE presente en ese país. También pueden vivir y trabajar en cualquier otro país miembro como resultado del derecho de libre circulación y residencia, otorgado en el artículo 21 del Tratado de Funcionamiento de la Unión Europea.

## Requisitos de visado

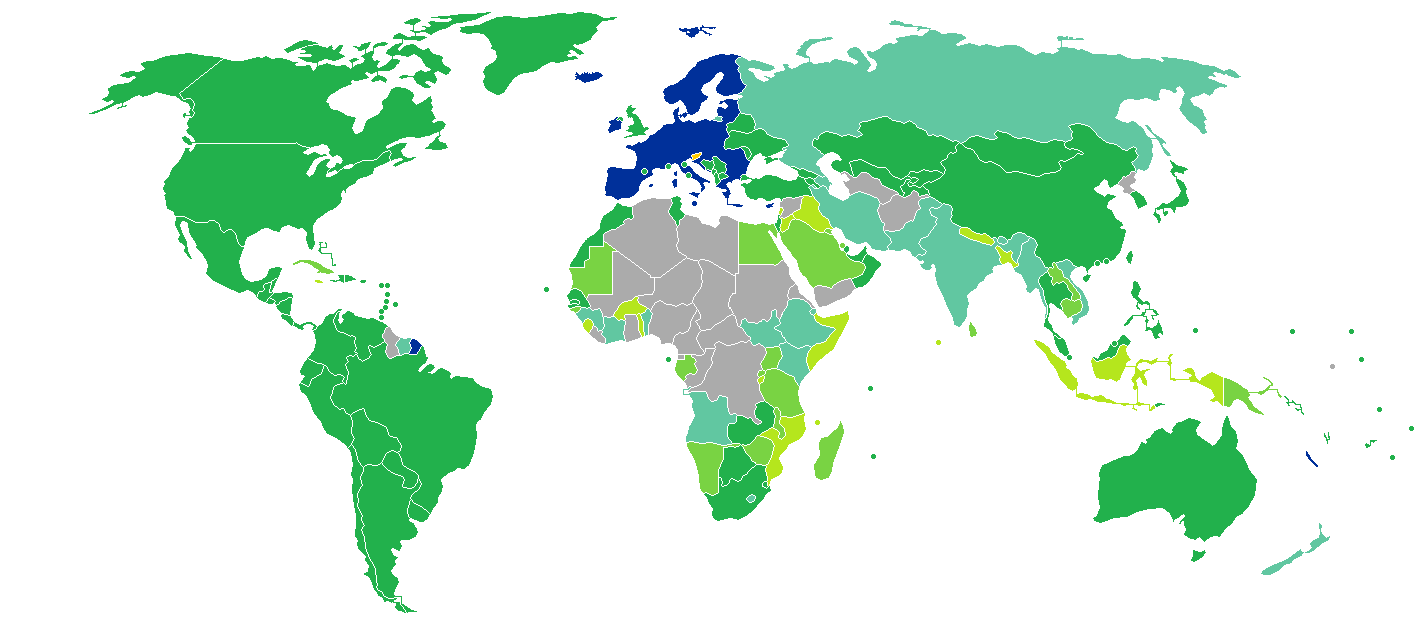
Eslovenia
Libre movimiento
No se requiere visa
Visa a la llegada
Visa electrónica
Visa disponible tanto a la llegada como en línea
Se requiere visa antes de la llegada

Los requisitos de visado para ciudadanos eslovenos son las restricciones administrativas de entrada por parte de las autoridades de otros Estados a los ciudadanos de Eslovenia. En 2023, los ciudadanos eslovenos tenían acceso sin visado o visa a la llegada a 184 países y territorios, clasificando al pasaporte esloveno en el décimo lugar del mundo, según el Índice de restricciones de Visa.